# سیلاب بهاری
سیلاب بهاری (به روسی: Вешние воды) نام یک کتاب ادبی است که توسط ایوان تورگنیف، نویسندهٔ اهل روسیه نوشته شده‌است.